# Hans Ole Brasen
Hans Ole Brasen (16 de enero de 1849 – 24 de febrero de 1930) fue un pintor danés. Ganó la Medalla Eckersberg en 1894. 

## Biografía
HBrasen nació en Hillerød de un padre comerciante. Su madre había pintado algunos cuadross de flores cuando era niña y esto lo inspiró a dedicarse a la pintura. En 1863, comenzó su aprendizaje con el maestro pintor Ernst Schmiegelow, quien apoyó su talento artístico y lo ayudó a ingresar en la Academia de Arte . Brasen exhibió sus obras por primera vez en 1871 y comenzó a recibir directrices de Eiler Rasmussen Eilersen con quien viajó a Italia en 1876. 
En 1879, presentó una gran pintura, Guardia de Húsares abrevando sus caballos, lo que le valió el pago de su viaje por parte de la Academia. Se dirigió al norte de Italia, pero se detuvo en Tirol (estado) y pasó el invierno en París, donde estudió con Léon Bonnat . Luego regresó al Tirol, donde pintó algunas de sus pinturas de más éxito. En 1885, con el apoyo de Det Ancherske Legat, Brassen emprendió un nuevo viaje a Italia. 
En 1886, exhibió un retrato. Más tarde pasó varios veranos en Sørup, en la costa sureste del lago Esrom, donde pintó a las lavanderas.
Fue miembro de Akademirådet en 1896-1914 y del Comité de Exposiciones de Charlottenborg en 1908-11 y nuevamente en 1914-23. Vrassen recibió la Medalla Eckersberg en 1994.

## Galería de imágenes

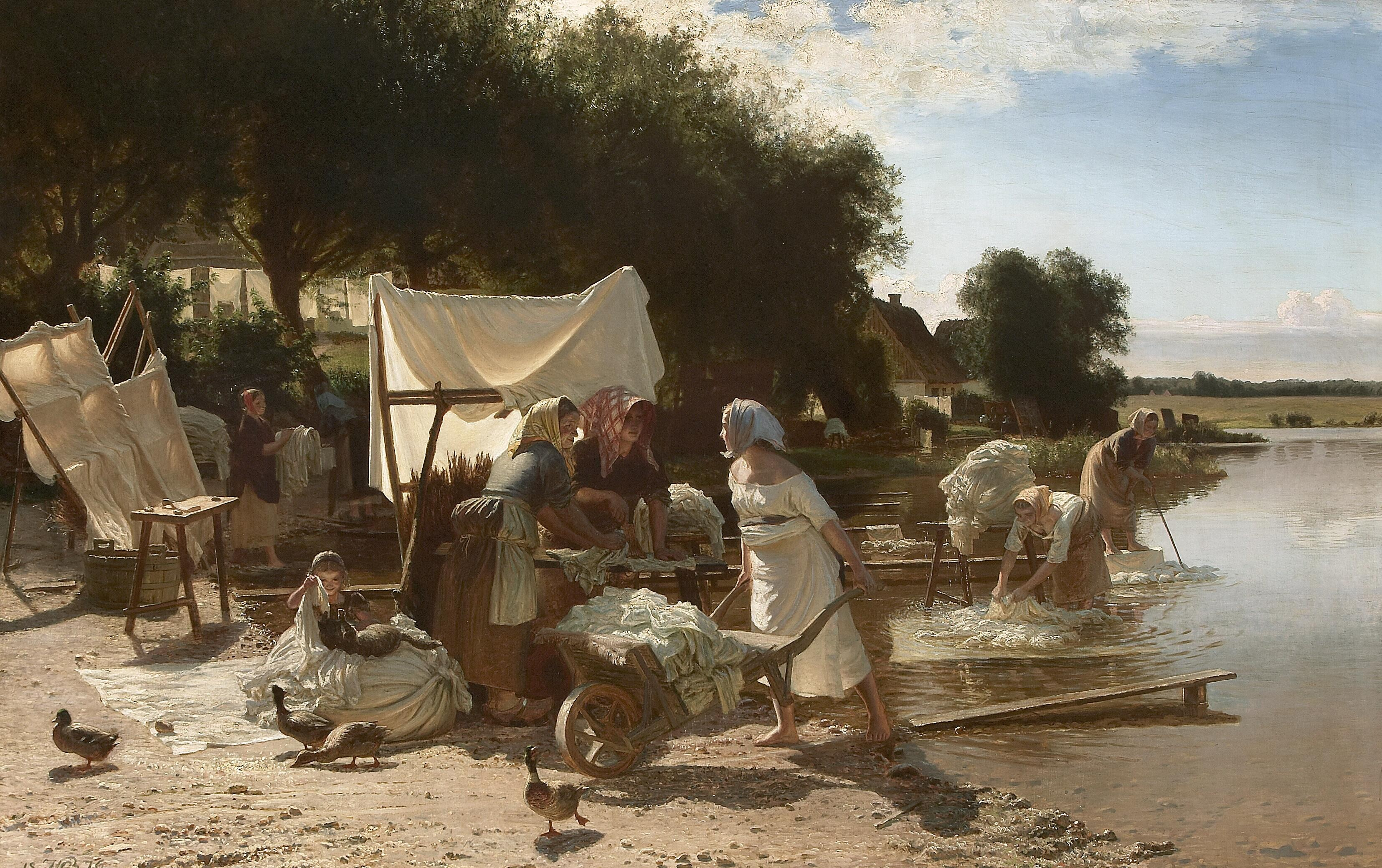
Sørup (1876)
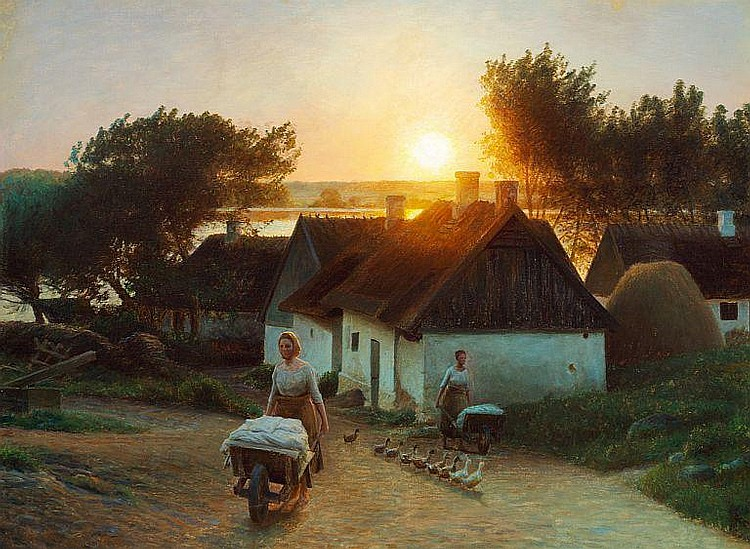
Sørup. Tarde de verano
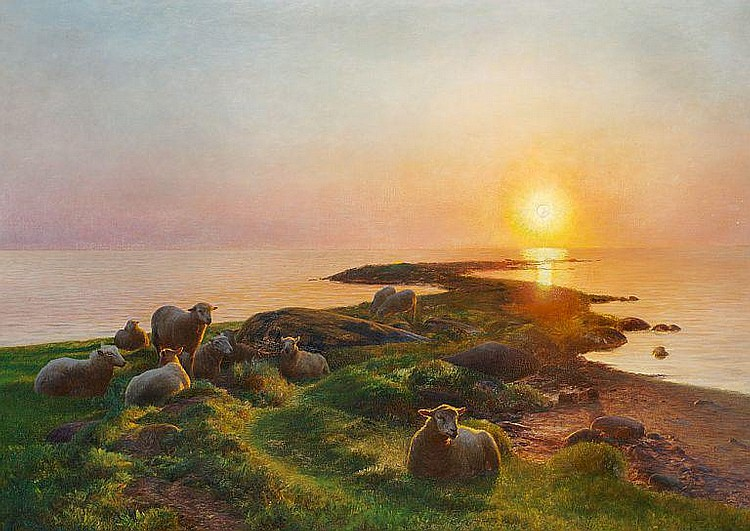
Tarde de verano
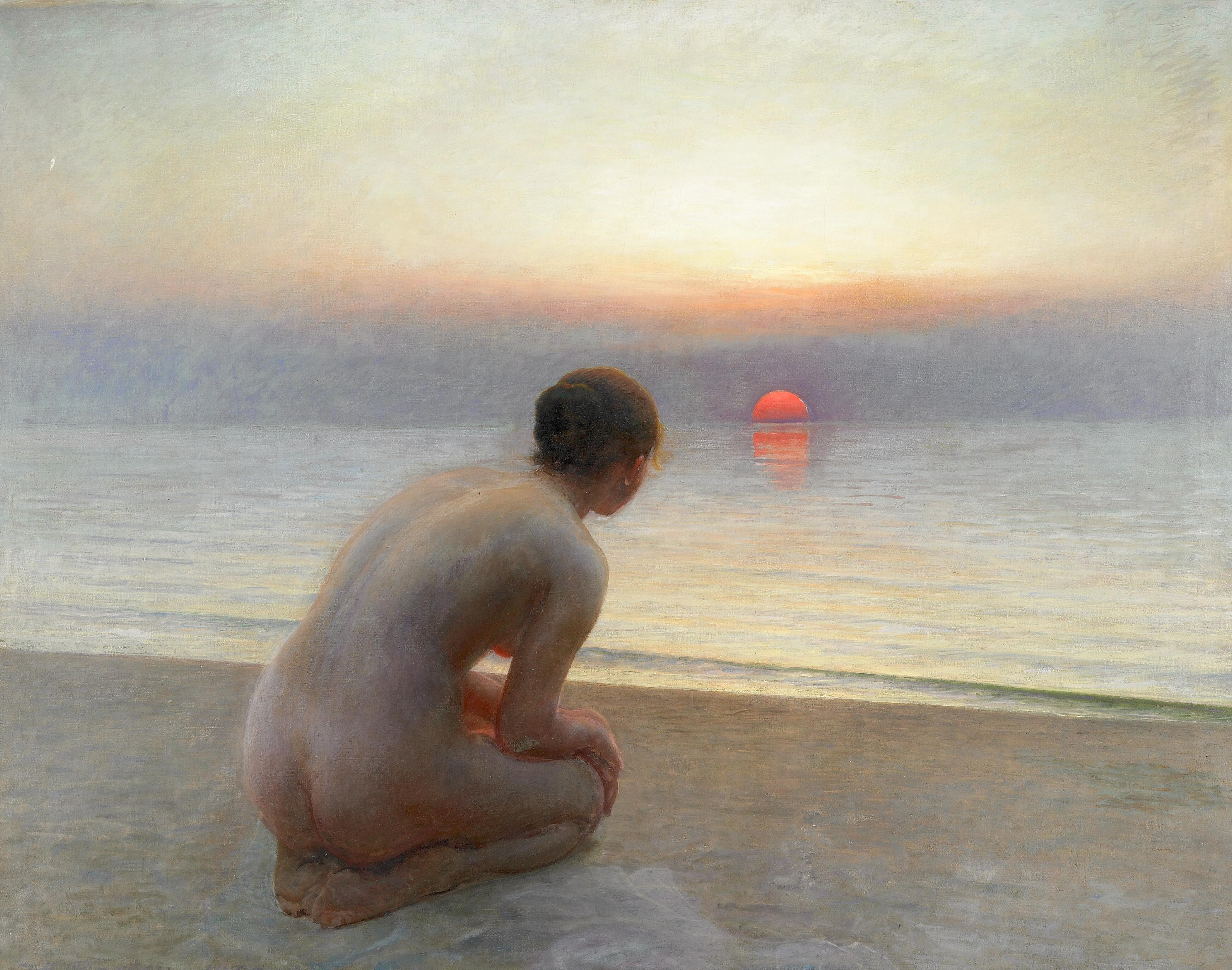
Saludos de la mañana
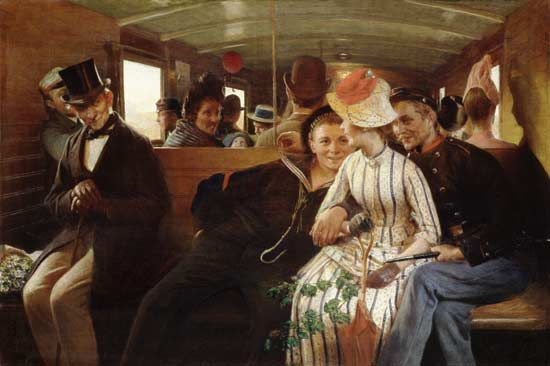
El compartimento de segunda clase
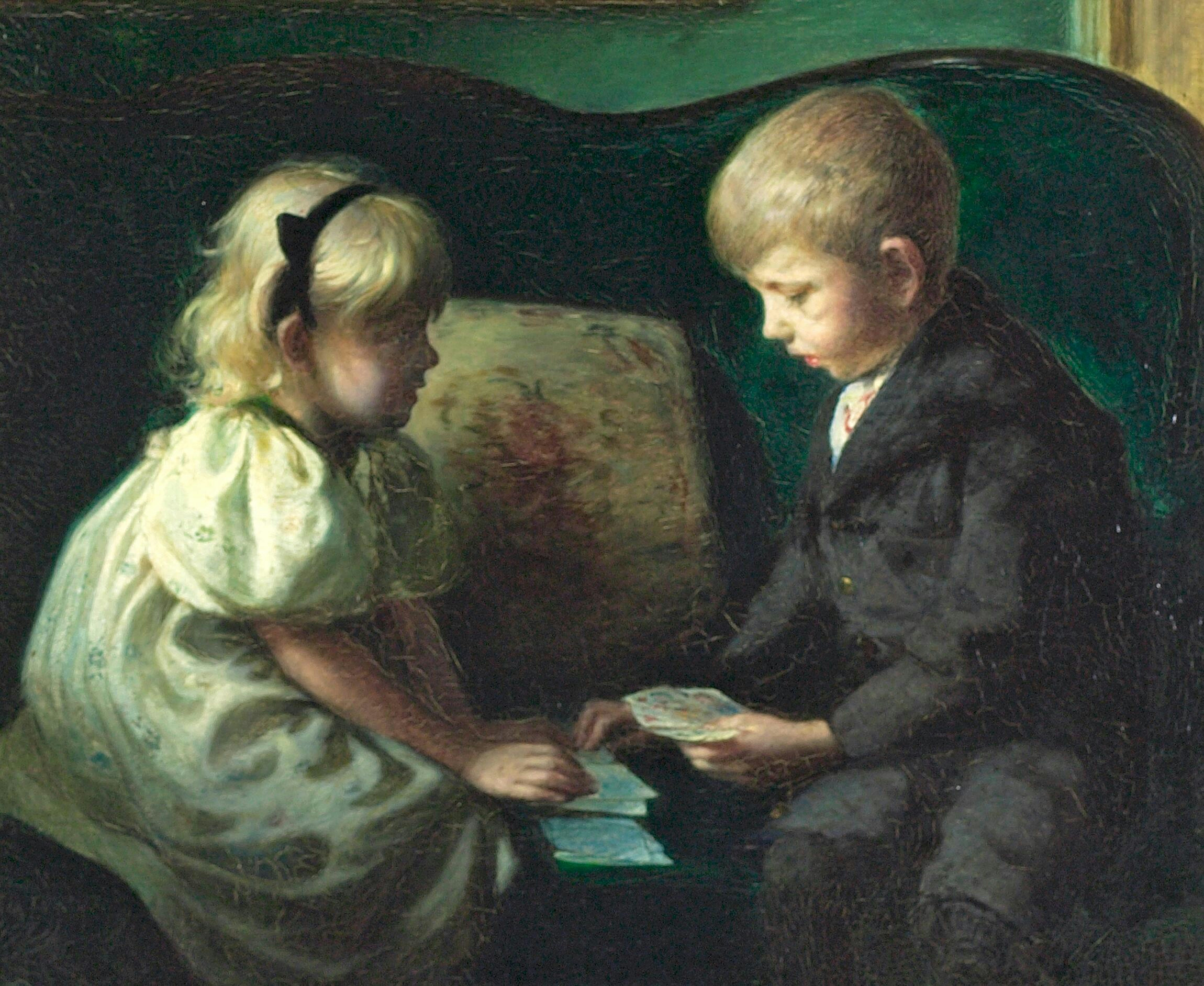
El platero y diseñador de juguetes Kay Bojesen de niño jugando a las cartas con su hermana Thyra